# Dolmen de Moragues
El Dolmen de Moragues, o del Cortal d'en Vilar, és un dolmen situat a la comuna rossellonesa de Bula d'Amunt, a la subcomarca dels Aspres, al límit amb el terme de Glorianes, de la comarca del Conflent, tots dos de la Catalunya del Nord.
Està situat en la carena a la zona central del terme, a prop a ponent del Cortal d'en Vilar i, més a prop, de Can Rauc, en el contrafort que davalla del Pic d'en Serradell cap a llevant.
És un dolmen que fou citat en primer lloc l'any 2002 per Richard Iund, tot i que Carreras i Tarrús afirmen haver-lo visitat el 1999.